# Trolejbusová doprava ve Varšavě

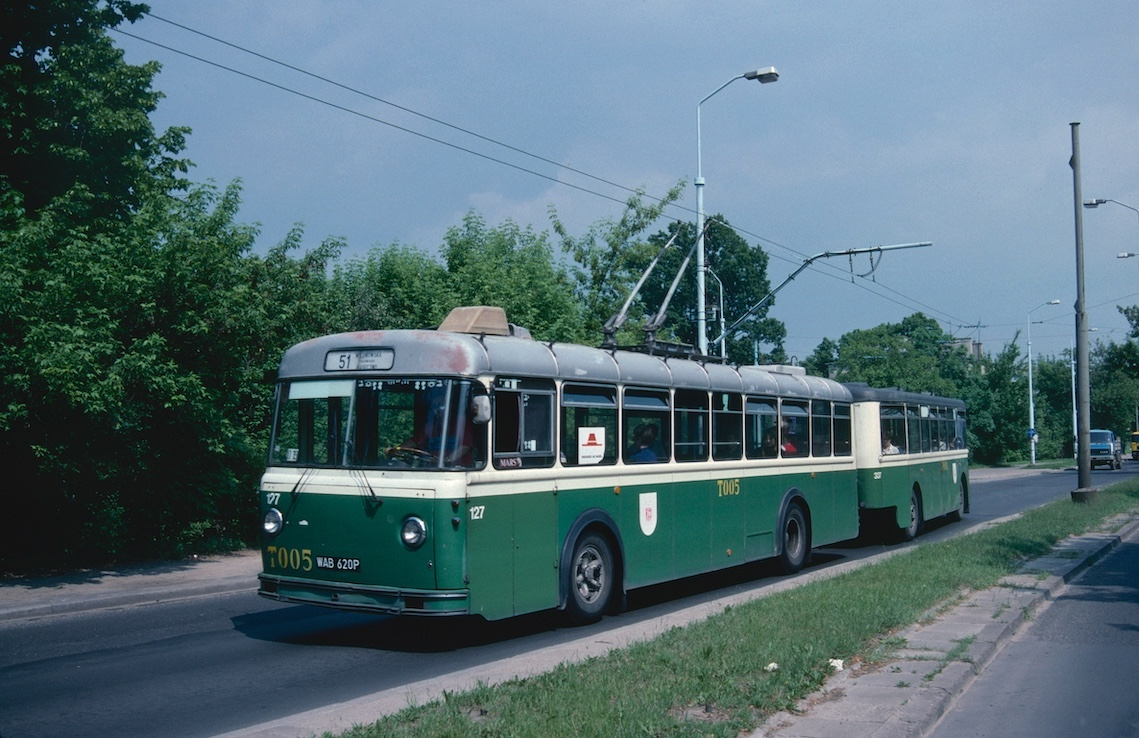
Varšavský trolejbus Saurer s vlekem (1995)

Ve Varšavě, hlavní městě Polské republiky, byly postupně v provozu dvě 
sítě trolejbusové dopravy.

## Historie

### 1946–1973
První trolejbusy vyjely do varšavských ulic 5. ledna 1946. Tehdy byly zprovozněny dvě linky, A a B, které vycházely z konečné zastávky Trębacka. Linka A končila v blokové smyčce Pl. Unii Lubelskiej, „béčko“ vedlo společně s linkou A, v alejích Ujazdowskie se však odpojilo a pokračovalo do smyčky Łazienkowska, která byla umístěna před trolejbusovou vozovnou. O dva měsíce později, v březnu téhož roku, byla síť rozšířena o prodloužení z Trębacky ke gdaňskému nádraží. Na tomto úseku jezdila linka C, která dálce pokračovala s linkou A na konečnou Pl. Unii Lubelskiej. Na konci roku 1946 ale byla provoz na lince C přerušen a trať z Trębacky k nádraží byla přesunuta do jiných, souběžných ulic. Na nové trase bylo „céčko“ zprovozněno až na konci roku 1947.
V roce 1948 nastala změna označování trolejbusových linek, které bylo změněno z písmen na čísla (nově 51 – 54, včetně nové linky 52). Během konce 40. a první poloviny 50. let bylo postaveno několik dalších úseků, takže v roce 1960 bylo v provozu již 6 linek o délce 41 km, které jezdily na 19 km tratí. Vozový park tehdy čítal 82 trolejbusů. Téhož roku byla zprovozněna nová vozovna, v té staré nadále zůstaly autobusy. Rekordní pro varšavské trolejbusy byl rok 1962, kdy bylo v provozu 127 vozidel, na některých linkách byl interval 2 minuty a trolejbusová doprava se podílela na celkovém provozu varšavské MHD 7 % přepravních výkonů. O dva roky později byl dokonce vypracován plán na mohutné rozšíření trolejbusové sítě.
Roku 1966 však bylo rozhodnuto o likvidaci elektrické nekolejové trakce v hlavním městě Polska. Důvodem byla levná ropa a s tím související velké dodávky nových autobusů, jejichž provoz byl levnější. První trať (Aleje Ujazdowskie – Pl. Unii Lubelskiej) byla zrušena následujícího roku. Roku 1968 přišla do Varšavy poslední dodávka trolejbusů Škoda 9Tr, od té doby již nebyl vozový park ani technické zařízení obnovováno. Trolejbusové tratě byly postupně rušeny, až zbyla v provozu jediná linka č. 52 v trase Pl. Zawiszy – Chełmska. Posledním dnem provozu této tratě se stal 1. červenec 1973.

### 1983–1995
Již roku 1976 se začalo uvažovat o obnovení provozu trolejbusů ve Varšavě. Práce na první trati začaly roku 1977, stavba však pokračovala pomalu, takže opětovného vyjetí trolejbusů do varšavských ulic se lidé dočkali až 1. června 1983. Linka, která byla označena číslem 51, měla délku 13 km a vedla ze zastávky Warszawa Wilanowska do samostatného města Piaseczno, se měla se stát základem k rozsáhlé trolejbusové síti. To se však nikdy nestalo, žádná další trať už zprovozněna nebyla, takže linka č. 51 zůstala ve varšavské MHD osamocena. Trolejbusová linka se však stala oblíbenou, takže ve špičce byl interval pouhé 2 minuty. V roce 1990 byla zavedena noční linka ve stejné trase. Roku 1993 ale britská firma Drawlane Consulting vypracovala plán restrukturalizace městské dopravy a doporučila zrušit trolejbusy, což se nakonec uskutečnilo. Poslední trolejbusy tak ve Varšavě dojezdily 31. srpna 1995.

## Vozový park
Vozový park v roce 1946 tvořilo 23 trolejbusů sovětské výroby typu JaTB 2. Po válce byly dodány také francouzské vozy Vetra a německé Lowa. V roce 1954 se ve Varšavě objevily první trolejbusy československé výroby, konkrétně typ Škoda 7Tr. Posléze vozy 7Tr následovaly další vozidla typů 8Tr a 9Tr.
Vozový park druhého trolejbusového provozu tvořily zpočátku sovětské vozy ZiU-9. Ty byly na konci 80. let vyřazeny a byly nahrazeny polskými trolejbusy Jelcz PR110E. V první polovině 90. let pak ještě přibylo několik ojetých vozů značky Saurer ze švýcarského St. Gallenu, které byly zakoupeny společně osmi vlečnými vozy.